# Estação Alto do Mateus
A Estação Alto do Mateus é uma das estações do Sistema de Trens Urbanos de João Pessoa, situada em João Pessoa, entre a Estação Bayeux e a Estação Ilha do Bispo.
Foi inaugurada em 16 de setembro de 2008. Localiza-se na Rua Luís Jacinto. Atende o bairro do Alto do Mateus.